# Nhà thờ Tin lành ở Koceľovce
Nhà thờ Tin lành ở Koceľovce (tiếng Slovakia: Evanjelický kostol v Koceľovciach) là một nhà thờ được xây dựng theo phong cách kiến trúc Gothic, tọa lạc ở làng Koceľovce, vùng Košice, Slovakia. Vào ngày 6 tháng 5 năm 1963, nhà thờ này được ghi danh vào Danh sách Di tích Trung ương theo quyết định của Bộ Văn hóa Cộng hòa Slovakia.

## Lịch sử
Nhà thờ Tin lành ở Koceľovce có lẽ được xây dựng vào thời Trung cổ, cụ thể là vào nửa đầu thế kỷ 14. Nhà thờ này có một gian giữa với cửa sổ hình đa giác. Ban đầu, nhà thờ được xây để tôn kính Thánh Bartholomew. Từ năm 1360 đến năm 1370, nội thất nhà thờ được trang trí bổ sung bằng các bức bích họa về chủ đề Đức Mẹ - Chúa Kitô.
Kể từ thời Kháng cách, nhà thờ thuộc về những người theo đạo Tin lành. Họ điều chỉnh nhà thờ theo nhu cầu phụng vụ, xây dựng thêm một khán phòng ở phía tây và phía bắc của nhà thờ. Nhà thờ đã trải qua một cuộc tái thiết lớn vào năm 1819. Vào đầu thế kỷ 20, tòa tháp chuông của nhà thờ đã được sửa đổi thành hình dạng hiện tại, được thiết kế theo trường phái Tân nghệ thuật độc đáo. Cuộc trùng tu nhà thờ gần đây nhất được thực hiện vào năm 1976.